# Fator de crescimento semelhante à insulina tipo 2
O fator de crescimento semelhante à insulina tipo 2 (IGF-2 ou IGF2) é um dos três hormônios proteicos que compartilham semelhança estrutural com a insulina. A definição do MeSH diz: "Um peptídeo neutro bem caracterizado que se acredita ser secretado pelo fígado e circular no sangue. Possui atividades reguladoras de crescimento, semelhantes à insulina, e mitogênicas. O fator de crescimento tem uma dependência importante, mas não absoluta, da somatotropina. Acredita-se que seja um importante fator de crescimento fetal, em contraste com o fator de crescimento semelhante à insulina 1 (IGF-1), que é um importante fator de crescimento em adultos."

## Estrutura do gene
Em humanos, o gene IGF2 está localizado no cromossomo 11p15.5, uma região que contém vários genes impressos. Em camundongos, essa região homóloga é encontrada no cromossomo 7 distal. Em ambos os organismos, o IGF2 é impresso, com a expressão resultando favoravelmente do alelo herdado da paternidade. Entretanto, em algumas regiões do cérebro humano, ocorre uma perda de impressão, resultando na transcrição do IGF2 e do H19 a partir de ambos os alelos parentais.
A proteína CTCF [en] está envolvida na repressão da expressão do gene, ligando-se à região de controle de imprinting (ICR) do H19, juntamente com a região 1 diferencialmente metilada (DMR1) e a região 3 de fixação da matriz (MAR3). Essas três sequências de DNA se ligam ao CTCF de uma forma que limita o acesso do intensificador a jusante da região do IGF2. O mecanismo pelo qual o CTCF se liga a essas regiões é atualmente desconhecido, mas pode incluir uma interação direta entre o DNA e o CTCF ou pode ser mediado por outras proteínas. Em mamíferos (camundongos, seres humanos, porcos), somente o alelo do fator de crescimento semelhante à insulina-2 (IGF2) herdado do pai é ativo; o herdado da mãe não é, um fenômeno chamado impressão genômica. O mecanismo: o alelo da mãe tem um isolador entre o promotor e o intensificador do IGF2. O mesmo acontece com o alelo do pai, mas, no caso dele, o isolador foi metilado. O CTCF não pode mais se ligar ao isolador e, portanto, o intensificador agora está livre para ativar o promotor IGF2 do pai.
A isoforma canônica da pré-proteína do IGF-2 (180 aminoácidos) inclui um peptídeo de sinal (aminoácidos 1-24) e um pró-peptídeo (aminoácidos 92-180). O processamento proteolítico remove o peptídeo sinal e o propeptídeo para gerar o hormônio maduro (aminoácidos 25-91).

## Função
A principal função do IGF-2 é como um hormônio promotor de crescimento durante a gestação.
O IGF-2 exerce seus efeitos ao se ligar ao receptor de IGF-1 e à isoforma curta do receptor de insulina (IR-A ou exon 11-). O IGF-2 também pode se ligar ao receptor de IGF-2 (também chamado de receptor de manose-6-fosfato independente de cátion), que atua como antagonista de sinalização, ou seja, para impedir as respostas do IGF-2.
No processo de foliculogênese, o IGF-2 é criado pelas células tecais para agir de forma autócrina nas próprias células tecais e de forma parácrina nas células da granulosa no ovário. O IGF-2 promove a proliferação das células da granulosa durante a fase folicular do ciclo menstrual, atuando juntamente com o hormônio folículo-estimulante (FSH). Após a ovulação, o IGF-2 promove a secreção de progesterona durante a fase lútea do ciclo menstrual, juntamente com o hormônio luteinizante (LH). Assim, o IGF-2 atua como um co-hormônio junto com o FSH e o LH.
Um estudo da Faculdade de Medicina Mount Sinai descobriu que o IGF-2 pode estar ligado à memória e à reprodução. Um estudo do Instituto Europeu de Neurociência-Goettingen (Alemanha) descobriu que a sinalização IGF-2/IGFBP7 induzida pela extinção do medo promove a sobrevivência de neurônios recém-nascidos do hipocampo com 17 a 19 dias de idade. Isso sugere que as estratégias terapêuticas que aumentam a sinalização do IGF-2 e a neurogênese adulta podem ser adequadas para tratar doenças ligadas à memória excessiva do medo, como o TEPT.[13]

## Preptina
A preptina, um hormônio peptídico de 34 aa produzido pelo pâncreas, rins, tecidos mamários e glândulas salivares, é derivada da clivagem proteolítica da proproteína do IGF-2. A sequência da preptina (aminoácidos 93-126 da pré-proteína canônica do IGF-2) é flanqueada por um sítio de clivagem de arginina (Arg) N-terminal e um motivo de clivagem dibásico (Arg-Arg) putativo C-terminal.[14] A preptina está presente nas células beta das ilhotas, sofre co-secreção mediada por glicose com insulina e atua como um amplificador fisiológico da secreção de insulina mediada por glicose. Ele tem um impacto anabólico no crescimento ósseo e apresenta propriedades osteogênicas, aumentando a atividade mitogênica dos osteoblastos por meio da fosfoativação de MAPK1 e MAPK3. Essa atividade reside nos primeiros 16 aminoácidos da preptina. A ablação genética da região codificadora da preptina da Igf2 em camundongos fêmeas prejudica a função pancreática.

## Relevância clínica
Às vezes, o IGF-2 é produzido em excesso em tumores de células das ilhotas e em tumores de células hipoglicêmicas não das ilhotas, causando hipoglicemia. A síndrome de Doege-Potter é uma síndrome paraneoplásica[17] na qual a hipoglicemia está associada à presença de um ou mais tumores fibrosos não isquêmicos na cavidade pleural. A perda de impressão do IGF-2 é uma característica comum nos tumores observados na síndrome de Beckwith-Wiedemann. Como o IGF-2 promove o desenvolvimento de células beta pancreáticas fetais, acredita-se que ele esteja relacionado a algumas formas de diabetes mellitus. A pré-eclâmpsia induz uma diminuição no nível de metilação na região desmetilada do IGF-2, e isso pode estar entre os mecanismos por trás da associação entre a exposição intrauterina à pré-eclâmpsia e o alto risco de doenças metabólicas na vida adulta dos bebês. Em animais, foi demonstrado que toxinas como o PCB (bifenilos policlorados) afetam a expressão do IGF II.

## Interações
Foi demonstrado que o fator de crescimento semelhante à insulina 2 interage com IGFBP3 e transferrina.